# Chaumet

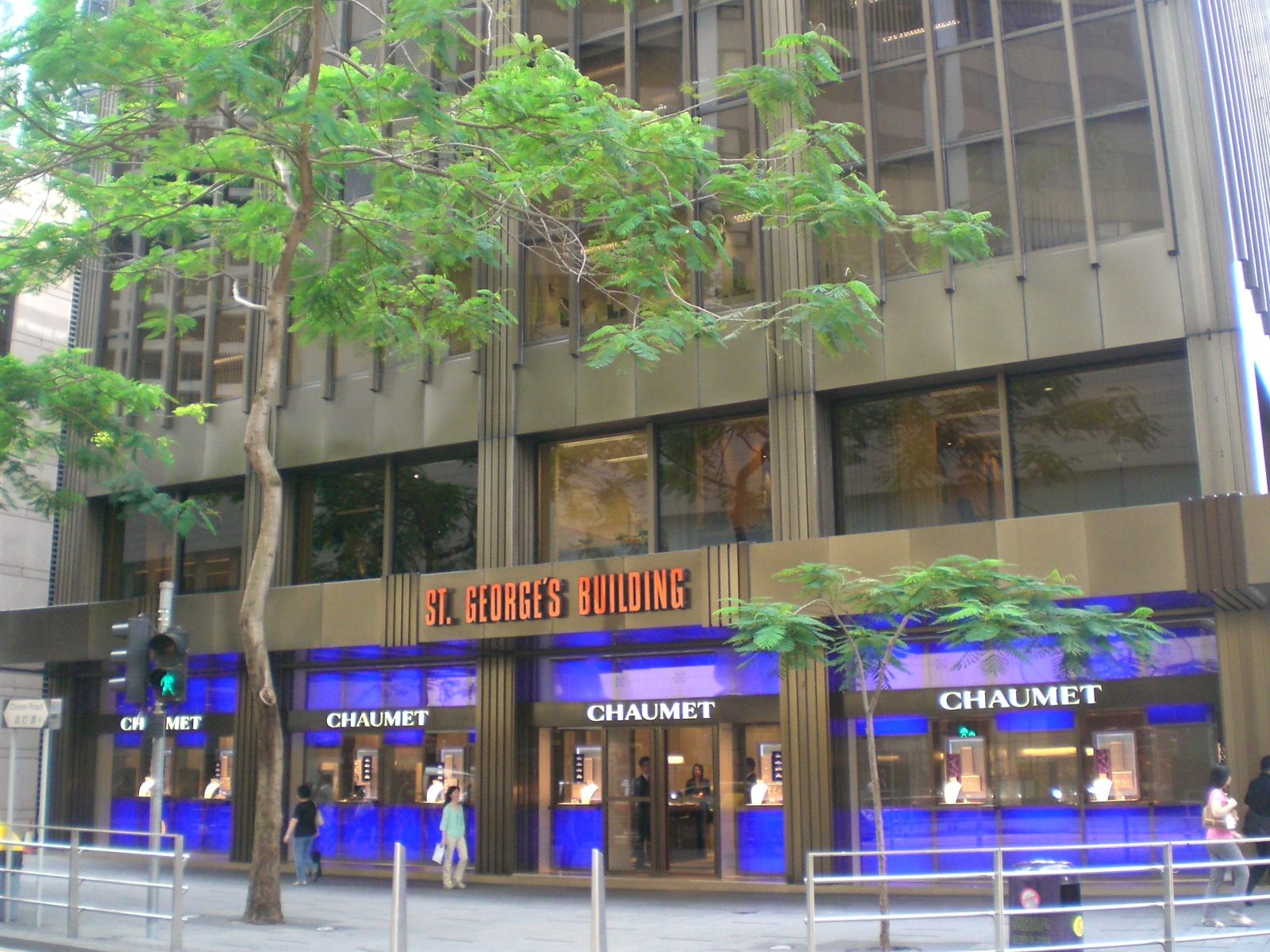
Un negozio Chaumet a Central, Hong Kong

L'azienda Chaumet (/ʃo.mɛ/) è una gioiellera di lusso fondata nel 1780 con sede a Parigi.
Chaumet è un designer di gioielli e orologeria fondato nel 1780 da Marie-Étienne Nitot. Quattordici artigiani esercitano il loro mestiere nel laboratorio di Place Vendôme sotto la direzione del caposquadra Pascal Bourdariat. A partire dal 2012 è di proprietà di LVMH.

## Storia

### Periodo Nitot (1780-1815)
Marie-Étienne Nitot (1750-1809) si stabilì a Parigi nel 1780 dopo aver svolto un apprendistato nell'atelier di Aubert, allora gioielliere della Regina Maria Antonietta. La sua aristocratica clientela gli rimase fedele fino alla Rivoluzione francese nel 1789. Fu proprio dopo tale evento che la gioielleria Nitot decollò davvero, diventando il gioielliere ufficiale di Napoleone I nel 1802.
Con l'aiuto di suo figlio François Regnault (1779-1853), Nitot creò i gioielli che avrebbero offerto all'Impero francese splendore e potere. Fu proprio Nitot a creare i gioielli per le nozze di Napoleone prima con Giuseppina di Beauharnais e più tardi con Maria Luisa d'Asburgo-Lorena. Fu sempre lui a progettare e realizzare la corona per l'incoronazione di Napoleone, l'elsa della sua spada così come molti altri pezzi per la corte.
Nel 1809, alla morte del padre, François Regnault-Nitot rilevò la gioielleria e portò avanti l'attività fino alla caduta dell'Impero nel 1815. L'esilio di Napoleone indusse Nitot, un fervente monarchico, a rinunciare alla gioielleria e venderla al suo caposqaudra, Jean Baptiste Fossin (1786-1848).

### Periodi Fossin e Morel (1815-1885)
Aiutato da suo figlio Jules (1808-1869), Fossin interpretò con eleganza gioielli romantici ispirati dal Rinascimento italiano e dalla Francia del XVIII secolo, ma anche pezzi a tema naturalistico. Conquistò l'élite del periodo e la famiglia di Louis-Philippe, re di Francia dal 1830 al 1848, così come la duchessa de Berry che succedettero Napoleone nella lista dei clienti famosi della furtura maison Chaumet. La lista includeva anche personalità come Anatole Demidoff, un principe russo sposato con la nipote di Napoleone, la Principessa Matilde Bonaparte, oltre a molti pittori, scultori e scrittori sia francesi che stranieri 
Dopo la Rivoluzione Francese del 1848, l'attività di Fossin rallentò notevolmente in Francia, portando alla creazione di una boutique a Londra con un laboratorio affidato a Jean-Valentin Morel (1794-1860) coadiuvato dal figlio Prosper, nato nel 1825. Riuscirono ad attrarre clienti prestigiosi tra cui la regina Vittoria che concesse a Jean-Valentin Morel un mandato reale. All'Esposizione Universale di Londra nel 1851 Morel riprese la tradizione di smaltatura dei secoli XVI e XVII e produsse calici in pietra dura con fornimenti smaltati.

### Periodo Art Déco di Chaumet (1885-1944)
Nel 1885 Joseph Chaumet (1852-1928) sposò Marie, la figlia di Prosper Morel, assumendo così il controllo dell'attività. In questo periodo era ancora molto diffuso lo stile rinascimentale, in particolare per le tiare, ornamenti all'epoca molto in voga e che Chaumet rese un suo cavallo di battaglia. Chaumet, però, prese ispirazione anche dall'arte giapponese che all'epoca stava guadagnando popolarità nel design di gioielli.
Nel 1907, i laboratori e le boutique furono spostati nella sede di Place Vendôme 12 dove li troviamo ancora oggi.
Marcel Chaumet (1886-1964) succedette al padre Joseph nel 1928, al culmine del periodo Art Déco. La maison di gioielli partecipò all'Exposition des Arts Décoratifs del 1925 a Parigi, diventando leader in questa tendenza. I gioielli erano più geometrici, in linea con lo "stile da ragazzo" degli anni '20, per poi diventare più femminili negli anni '30. Colori, materiali e gemme preziose erano indispensabili per i gioielli. Dagli anni '20 in poi la fama della maison si diffuse nel mondo delle arti e dello spettacolo. Nel 1934 la Maison Chaumet sponsorizzò la fondazione del giovane gioielliere Pierre Sterlé che già disegnava i suoi gioielli. Nello stesso anno la maison chiuse per poi riaprire solo alla fine del seconda guerra mondiale.

### Periodo Chaumet: rinascita del marchio (1944-1987)
Sulla scia degli anni del dopoguerra Chaumet si distinse come un precursore, incarnando il gusto e la creatività della donna parigina. Chaumet adattò il "New Look" dei pionieri Christian Dior e Yves Saint Laurent, attirando così le donne alla moda di quell'epoca.
Nel 1958, i figli di Marcel Chaumet, Jacques e Pierre, furono nominati direttori esecutivi della maison. Nel 1970 rilevarono il marchio Breguet. François Bodet, dirigente della maison, rinnovò il marchio e posizionò Breguet nel settore dell'alta orologeria.
Gli anni '70 furono caratterizzati da originalità e accostamenti non convenzionali, come gli abbinamenti di diamanti, corallo e peridoto montati su oro giallo.
Nel 1977 René Morin creò il Lien, un anello rifinito e chiuso da un cerchietto in oro chiamato appunto "lien"(legame). Negli anni '80 vennero aggiunti dei diamanti sulla base e l'anello fu prodotto in oro bianco con due cerchi divisi dalla base di diamanti. A metà degli anni '90, il Lien divenne una croce prima di lasciare il posto nel 2002 a un Lien con diamanti. Nel 2007 è stata lanciata una collezione "Premiers Liens" nelle versioni in oro giallo, bianco e rosa.
Negli anni '80 Renè Morin, il direttore artistico, usò le sue varie influenze per promuovere l rinascita degli oggetti preziosi. Dopo essersi unito a Chaumet, nel 1962, Morin creò la celebre testa di toro da un blocco di lapislazzuli.
Guidata dai fratelli Jacques e Pierre Chaumet la compagnia dichiarò fallimento nel 1987 con un passivo di 1.4 miliardi di franchi, otto volte il fatturato annuo. Il fallimento fu causato in particolar modo dalle pesanti perdite nelle attività di acquisto e rivendita di diamanti in seguito al calo dei prezzi in tutto il mondo. I due fratelli sono stati condannati per attività bancaria illegale perché avevano aperto dei conti che promettevano alti interessi sul capitale. Condannati per "bancarotta, frode, abuso di fiducia e esercizio illecito della professione bancaria", a seguito della sentenza pronunciata nel Dicembre del 1991, i due fratelli furono condannati rispettivamente a cinque anni di reclusione, di cui due obbligatori, e quattro anni di cui sei mesi obbligatori. La condanna venne ridotta dalla Corte d'Appello di Parigi a 6 mesi di reclusione, già scontati durante la detenzione.

### Periodo LVMH (1987-oggi)
Dopo la bancarotta fraudolenta, nel 1987, Chaumet fu acquistata da Investcorp, una delle principali banche d'investimento con sede in Bahrein. Dal 1995 al 1997 la società aveva perso 10 milioni di franchi, ma nel 1998 tornò ad essere redditizia con un fatturato di 280 milioni di franchi e fu acquistata da LVMH nell'ottobre del 1999. Dopo un fallimentare tentativo di penetrare il mercato americano alla fine degli anni '90, l'azienda aprì dei negozi in Asia per alimentare la crescita.
Chaumet faceva ora parte dei marchi di gioielli e orologi che includevano TAG Heuer, Zenith, FRED, Hublot, Montres Christian Dior e De Beers Diamond Jewellers (una join venture tra LVMH e Da Beers). 
Nel 2006 il marchio si è ormai affermato anche in Cina aprendo 24 boutique nel paese. La clientela di Chaumet è principalmente giapponese e francese, ma la Cina rappresenta il 25% delle vendite.
Il 9 giugno 2011 il Responsible Jewellery Council ha rilasciato la certificazione ai gioiellieri francesi Chaumet. Questa certificazione attesta pratiche etiche, sociali e ambientali responsabili così come il rispetto dei diritti umani. Membro del Responsible Jewellery Council dal 2005, Chaumet è diventato il decimo membro certificato dall'RJC.
Nel 2010/2011 le vendite stimate dell'azienda sono state 60 milioni di euro in vendite totali e 30 milioni di euro in orologi. Nel gennaio del 2014 è stata creata una gamma di orologi Liens più accessibile.

## Know-how e creazione
La sede di Place Vendôme raggruppa tutte le principali attività della Maison Chaumet. Oltre alla sede centrale, l'edificio ospita anche lo studio di design e il laboratorio di alta gioiellieria.

### Gioielli e alta gioielleria
Chaumet controlla tutti i processi sia di progettazione che di produzione dei pezzi realizzati nel laboratorio. Quattordici artigiani, dopo aver ricevuto l'oro e le gemme necessarie, modellano, fondono, lucidano e incastonano i pezzi creati dai designer seguendo il metodo tradizionale. I movimenti degli orologi prodotti da Chaumet vengono fabbricati in Svizzera. Nel 1969 Jacques Combes divenne apprendista da Chaumet. Nel 1989 venne nominato caposquadra e nel luglio del 2005 venne nominato Cavaliere dell'Ordine delle Arti e delle Lettere. Il 28 gennaio 2011 Pascal Bourdariat succedette Jacques Combes diventando il dodicesimo maestro della Maison.
Sotto la direzione di un maestro artigiano, sei gioiellieri creano a mano tutti gli ordini speciali e le collezioni di alta gioielleria. La Maison Chaumet cerca di preservare il suo know-how tradizionale che garantisce la qualità del suo lavoro. La bottega, ad esempio, ha conservato i banchi da lavoro in legno rimasti gli stessi da 200 anni.
Una delle pratiche speciali di Chaumet è quella di lavorare con prototipi di gioiello in alpacca. Questo permette di mostrare al cliente la forma o le dimensioni del gioiello prima che venga prodotto in laboratorio.
È il caso della collezione "12 Vendôme" creata in occasione della 26ª Biennale des Antiquaires nel settembre del 2012. Il nome della collezione fa riferimento all'indirizzo della boutique e del laboratorio situati proprio al numero 12 di Place Vendôme. I dodici pezzi (di cui quattro diademi) della collezione sono un tributo ai diversi stili adottati dalla maison nel corso delle generazioni.
Alcuni gioielli della collezione "12 Vendôme" sono trasformabili: una collana può essere allungata con l'aggiunta di due bracciali e un sistema invisibile permette di staccare l'asprì da un diadema.

### Competenza in orologeria
Come designer di alta gioielleria, Chaumet iniziò a produrre orologi dal 19º secolo in poi. La casa ha unito le forza con degli orologiai svizzeri come Jeager-LeCoultre e Patek Philippe per creare orologi eccezionali.
Nel 1811 Nitot creò una coppia orologio e bracciale sottocommissione di Eugenio di Beauharnais che fu realizzata in oro, perle e smeraldi. La manifattura combinava l'alta gioielleria con un meticoloso movimento orologiaio. Fu proprio in quel momento che la maison riuscì a posizionare dei quadranti in miniatura al centro dei suoi bracciali.
Una delle creazioni più recenti, la "Complication Créative", mette in mostra l'ape (lo stemma di Chaumet) e il ragno. Quest'ultimo indica le ore mentre l'ape indica i minuti. Il meccanismo specifico di questo orologio è stato creato grazie alla collaborazione con i migliori orologiai svizzeri.
Nel 2013, i "Montres Précieuses" di Chaumet, hanno unito ancora una volta alta gioielleria e orologeria. I sei pezzi della collezione utilizzano un movimento meccanico a carica automatica e sono decorati con diamanti, madreperla, dipinti o incisioni.

### L'arrivo di Claire Dévé-Rakoff
Dopo aver lavorato per Chanel e Swarovski e dopo aver creato una sua collezione che portava il suo nome, Claire Dévé-Rakoff divenne la nuova direttrice creativa. Il suo arrivo nel 2012 portò una ventata d'aria fresca alla maison. Fu proprio lei ad usare l'ortensia come nuovo simbolo.

## Muse
Nel maggio 2008 Lou Dillon fu scelta dalla maison di gioielleria come musa della nuova edizione dell'anello "Liens". Nell'ottobre dello stesso anno, l'attrice Sophie Marceau divenne la musa di Chaumet. Lionel Giraud, Jannis Tsipoulanis e René Habermacher hanno lanciato la campagna pubblicitaria "L'Empire des Sentiments" con l'attrice francese nella villa privata di Le Rochefoucauld-Doudeauville.
Dal 2005 Chaumet è partner ufficiale dell'Accademia César. Ogni anno, per la presentazione dei candidati nella categoria "migliore promessa", la maison ospita una mostra fotografica. Chaumet ha collaborato con i fotografi Kate Barry, Emanuele Scorcelletti, Stéphane Sednaoui, Zoe Cassavetes e Jean-Baptiste Mondino.

## Le collezioni della Maison

### Collezioni di alta gioielleria

#### Liens
Articoli di gioielleria con motivo a maglie - lien è la parola francese per "legame" - che figurano già negli archivi Chaumet risalenti alla Belle Époque. La prima collezione "Liens" è apparsa negli anni '70 con l'anello "Lien", una fascia circondata da una fibbia dorata al centro, creata nel 1977. 
Qualche anno dopo, furono aggiunti i diamanti alla fascia e l'anello fu prodotto in oro bianco con doppia fascia. A metà degli anni '90, il "collegamento" è diventato una croce, prima di lasciare il posto nel 2002 a un collegamento pavé di diamanti. La collezione "Premiers Liens" lanciata nel 2007 esprime il design in oro giallo, bianco e rosa.

#### Joséphine
La collezione Joséphine, lanciata nel 2010, rende omaggio all'imperatrice che era una devota e collezionista dei gioielli Chaumet. Questa collezione trae ispirazione dal diadema, dalla tiara e dall'asprì, vari gioielli per la testa indossati da Joséphine.

#### Bee my love
L'ape, emblema sia di Napoleone che della maison Chaumet, è la fonte d'ispirazione per la collezione "Bee my love". Nel corso degli anni la maison ha reso l'ape il simbolo dei sentimenti romantici. Per questa collezione gli artigiani hanno utilizzato una cornice disegnata a forma di cella a nido d'ape che simboleggia gli alveari.
Le fedi nuziali della collezione possono essere impilate una sopra l'altra e sono disponibili in oro giallo, bianco e rosa.

#### Attrape-moi
La collezione "Attrape-moi...si tu m'aimes" ("Prendimi...se mi ami") lanciata nel 2007 è composta da 18 modelli ispirati al ragno e alla sua tela. In questa collezione sono presenti anche le api.

#### Altre collezioni
- Anneau
- Le Grand Frisson
- Class one
- Torsade

### Collezioni di orologeria

#### Class one
Il "Class One" è stato creato nel 1998 ed è stato il primo orologio gioiello subacqueo.
Il design dell'orologio ha assunto, negli anni, diverse forme: la collezione Class One per le donne (2012) è composta da due pezzi unici realizzati con diamanti e zaffiri o rubini e otto pezzi realizzati con diamanti bianchi e neri.

#### Dandy
Il Dandy è stato lanciato nel 2003 per gli uomini più famosi dell'epoca. Era ispirato dai dandies del mondo dell'arte, della moda o della letteratura che hanno apprezzato gli orologi Chaumet..
Strisce colorate decorano lo sfondo del quadrante, la placca del calibro automatico e il retro della cassa. Il Dandy Arty, in nero con riflessi blu, è stato lanciato nel 2012.

#### Khesis
L'orologio Khesis, il cui nome significa "sole" in Navajo, è un modello di bracciale costituito da maglie di chicchi di riso che è stato creato nel 1995. Il principio creativo di questo orologio era quello di offrire un orologio gioiello con un quadrante quadrato.

## Il museo e la collezione Chaumet
Nel corso dei decenni la Maison Chaumet ha progettato centinaia di gioielli e edizioni originali che hanno acquisito un patrimonio o uno status storico. Dagli anni '70 la maison è stata coinvolta in un'iniziativa per dare ai suoi pezzi il loro vero valore in termini sia estetici che storici. Questo obiettivo si è concretizzato con la creazione di un museo nel 1980 sotto l'impulso di Béatrice de Plinval. L'archivio del museo contiene 200 gioielli, 19.800 fatture originali, 80.000 disegni, 2.500 diademi e repliche di diademi in alpacca - centinaia dei quali risalgono al 1780. Il museo non è aperto al pubblico, ma organizza regolarmente eventi o mostre basate sulle sue collezioni.

### Elenco delle mostre organizzate dal museo Chaumet

#### "Parigi, due secoli di design"
La prima mostra organizzata da Chaumet si è tenuta dal 28 marzo al 28 giugno del 1998 al Museo Carnavalet di Parigi. Questa mostra, intitolata "Parigi, due secoli di design" presentava le creazioni di Chaumet dall'epoca di Marie-Étienne Nitot. Dipinti, fotografie e manoscritti fanno eco ai gioielli in mostra.

#### "Napoleone innamorato: gioielli dell'Impero, le aquile e il cuore"
Nel settembre del 2004 il museo Chaumet ha accolto la mostra "Napoleone innamorato: gioielli dell'Impero, le aquile e il cuore". Questa mostra, che celebra il bicentenario dell'incoronazione di Napoleone, ha rivelato gioielli appartenuti a Napoleone, così come a Joséphine e Marie-Louise. Sono stati esposti un centinaio di oggetti provenienti dal museo o in prestito.

#### "Le Grand Frisson, gioielli sentimentali dal Rinascimento a oggi"
Dall'ottobre al Novembre del 2008 il museo Chaumet ha ospitato anche la mostra "Le Grand Frisson, gioielli sentimentali dal Rinascimento a oggi". 150 gioielli dal museo e dalle collezioni private sono stati riuniti nel tema dell'amore, dell'amicizia e del libertinismo.

#### "200 anni di design orologiero"
Nel luglio del 2011 la Maison Chaumet ha celebrato il 200º anniversario della creazione del suo primo paio di bracciali appartenenti a Eugenio di Beauharnais. Per l'occasione, la maison ha organizzato la mostra "200 anni di design dell'orologeria" che riunisce 30 pezzi e 300 disegni.

#### Journées Particulières, 2011
Gli open days "Journées Particulières", organizzati il 15 e 16 ottobre, si sono svolti nel laboratorio, nei grandi saloni e nel museo Chaumet. Questi giorni erano l'occasione per presentare i gioielli delle collezioni dell'archivio Chaumet.

#### Journées Particulières, 2013
In occasione della seconda edizione degli open days "Journées Particulières" svoltasi il 15 e 16 giugno 2013, Chaumet ha aperto le porte al pubblico. La storia della maison, la sua sede storica e le sue iconiche collezioni sono state presentate nei suoi saloni. Sono stati organizzati incontri con il capo gioielliere e gli artigiani per illustrare le diverse fasi della realizzazione di un pezzo di alta gioielleria.